# Why Me? Un plan d'enfer
Pour plus de détails, voir Fiche technique et Distribution.
Why Me? Un plan d'enfer (Why Me?) est un film américain réalisé par Gene Quintano, sorti en 1990.

## Synopsis
Un voleur de bijoux dérobe un rubis sacré exposé dans un musée. La police se lance alors à sa poursuite ainsi que des agents turcs, des terroristes américains et la CIA.

## Fiche technique
- Titre original : Why Me?
- Titre français : Why Me? Un plan d'enfer
- Réalisation : Gene Quintano
- Scénario : David Koepp et Donald E. Westlake d'après le roman de ce dernier
- Photographie : Peter Deming
- Musique : Phil Marshall (it)
- Pays d'origine : États-Unis
- Genre : comédie
- Durée : 87 minutes
- Date de sortie : 1990

## Distribution
- Christophe Lambert : Gus Cardinale
- Kim Greist : June Daley
- Christopher Lloyd : Bruno Daley
- J. T. Walsh : Francis Mahoney
- Gregory Millar : Leon
- Wendel Meldrum (en) : Gatou Vardebedian
- Michael J. Pollard : Ralph
- John Hancock : Tiny
- Tony Plana : Benjy Klopzik
- Thomas Callaway (en) : Zachary
- Jack Kehler : Freedly
- Lawrence Tierney : un voleur arménien
- Mickey Yablans : un voleur arménien
- Frank Collison : un voleur arménien
- Lance Kinsey : le technicien téléphonique
- Rick Najera : Reporter
- Tino Insana : un flic
- Emily Kuroda : la présentatrice des nouvelles
- John LaMotta : le directeur de la banque